# Kabbahalli, Gundlupet
Kabbahalli là một làng thuộc tehsil Gundlupet, huyện Chamarajanagar, bang Karnataka, Ấn Độ.